# Ворожейкина, Зинаида Николаевна
Зинаида Николаевна Ворожейкина (19 января 1925 г., д. Большие Березняки, Ульяновская губерния — 2014 г., Санкт-Петербург) — советский российский востоковед-иранист, литературовед, специалист по иранской литературе, доктор филологических наук, научный сотрудник Института востоковедения АН СССР.

## Биография
Зинаида Николаевна Ворожейкина родилась 19 января 1925 г. в д. Большие Березняки Ульяновской губернии. В 1949 г. окончила Восточный факультет Ленинградского государственного университета.
В 1954 г. защитила кандидатскую диссертацию «Иредж-Мирза: (К развитию персидской демократической поэзии)». В 1954 г. стала научным сотрудником ЛО Института востоковедения АН СССР. С 1966 г. — старший научный сотрудник.
В 1983 г. в ЛГУ защитила докторскую диссертацию «Исфаханская школа поэтов и проблемы развития литературной жизни Ирана в предмонгольское время (XII-начало XIII вв.)».
В 1989 г. вышла на пенсию.

## Научная деятельность
Основная область научных интересов — персидская литература.
Работа «Иредж-Мирза: Жизнь и творчество» (1961) посвящена биографии иранского поэта-реформатора XIX в., одного из зачинателей демократического направления в современной поэзии Ирана.
Монография «Исфаханская школа поэтов и литературная жизнь Ирана в предмонгольское время, XII-начало XIII в.» (1984) исследует творчество поэтов исфаханской школы — Джамал ад-Дина, Камала Исмаила, Шараф ад-Дина Шуфурве, Рафи' ад-Дин Лунбани, Фарид ад-Дина Ахвала и поэтов из рода Худжанди. Автор анализирует поэтические тексты, рассматривает вопрос о социальном статусе литературного труда, обязанности придворного стихотворца, характеризует роль меценатства в литературной жизни предмонгольского Ирана, оплату литературного труда. Впервые исследована литература крупного иранского средневекового города, изучена система литературно-эстетических взглядов, символика поэзии, разобран метод творческой вариации и художественный принцип эстетизации действительности. Автор останавливается на таких явлениях в литературе Исфахана как социальная сатира, эпиграммы, поэзия смеховых жанров, хикматы (мудрые изречения), взаимодействие фольклора и письменной поэзии, «странствующие» четверостишия, изображение города и горожан в поэзии.

## Основные работы
- Иредж-Мирза: Жизнь и творчество. М.: Изд-во вост. лит., 1961. 163 с.
- Диван Минӯчихрӣ // Краткие сообщения Института народов Азии. Исследование рукописей и ксилографов Института народов Азии. М.: Наука, ГРВЛ, 1965. № 69. С. 22-28.
- «Собрание редкостей» Низами Арузи Самарканди как источник по истории культуры Средней Азии и Ирана X—XII вв. (Обычаи. Реалии) // Палестинский сборник. Вып. 21 (84): Ближний Восток и Иран. Л.: Наука, 1970. С. 34-45. (соавт. Баевский С. И.)
- Вставные рассказы в романе Абдаллаха Ансари «Друг послушников и солнце маджлисов» // Палестинский сборник. Вып. 21 (84): Ближний Восток и Иран. Л.: Наука, 1970. С. 4-15.
- Неизданные строки Анвари // Письменные памятники Востока. Ежегодник 1968. М.: Наука, ГРВЛ, 1970. С. 68-72.
- Новоиранская филология. Литературоведение // Азиатский музей — Ленинградское отделение Института востоковедения АН СССР. М.: Наука, ГРВЛ, 1972. С. 340—385. (соавт. Баевский С. И.)
- О специфике представлений о прекрасном в средневековой персидской поэзии // Письменные памятники и проблемы истории культуры народов Востока. XI годичная научная сессия ЛО ИВ АН СССР. Ч. 2. М.: ГРВЛ, 1975. С. 8-13.
- Стиховые формы придворного панегирика в персоязычной поэзии предмонгольского времени // Письменные памятники и проблемы истории культуры народов Востока. XIV годичная научная сессия ЛО ИВ АН СССР. Декабрь 1978 г. Ч. 2. М.: Наука, ГРВЛ, 1979. С. 169—175.
- «Тухфат ал-мулук» — средневековый свод нравственных заповедей // Письменные памятники Востока. Историко-филологические исследования. Ежегодник 1973. М.: Наука, ГРВЛ, 1979. С. 11-25.
- Персоязычная художественная литература (X-начало XIII в.) / сост. З. Н. Ворожейкина. М.: Изд-во вост. лит., 1981. 159 с.
- Касыды о голоде // Письменные памятники и проблемы истории культуры народов Востока. XV годичная научная сессия ЛО ИВ АН СССР (доклады и сообщения). Декабрь 1979. Ч. 1(2). М.: Наука, ГРВЛ, 1981. С. 13-16.
- Исфаханская школа поэтов и литературная жизнь Ирана в предмонгольское время, XII-начало XIII в. М.: Наука, 1984. 270 с.
- К вопросу о взаимоотношении «хорасанского» и «иракского» стилей в персоязычной поэзии ХII в. // Письменные памятники и проблемы истории культуры народов Востока. XIX годичная научная сессия ЛО ИВ АН СССР. 1985 г. Часть 1. М.: Наука, ГРВЛ, 1986. С. 169—172.
- The Diyā al-qulūb on Pre-Islamic Beliefs of the Qirghiz // Manuscripta Orientalia. Vol. 6. № 1, March 2000. P. 19-24[2].